# Pilgrimage (Wishbone Ash)
Pilgrimage è il secondo album in studio del gruppo rock inglese Wishbone Ash, pubblicato nel 1971.

## Tracce
Tutte le tracce sono degli Wishbone Ash tranne dove indicato.
Side 1
1. Vas Dis (Jack McDuff) – 4:41
2. The Pilgrim – 8:30
3. Jail Bait – 4:41
4. Alone – 2:20

Side 2
1. Lullaby – 2:59
2. Valediction – 6:17
3. Where Were You Tomorrow – 10:23 (live)

## Formazione
- Andy Powell - chitarra, voce
- Ted Turner - chitarra, voce
- Martin Turner - basso, voce
- Steve Upton - batteria